# سنوحي (مسلسل)
سنوحي مسلسل رسوم متحركة مصري بطله سنوحي وهو طفل مصري من عصر المصريين القدماء يخوض مغامرات مع العديد من أصدقاءه من إنتاج إستوديو عرين وإخراج مجموعة كبيرة من فناني الرسوم المتحركة المصريين.

## شارة البداية
كانت أغنية سنوحي التي غناها الفنان المصري تامر حسني وكلماتها:
هوة دة هة عملتها قبلك ياحلو
بصوتك الحلو دة والحانك الشيك عيزينك تعملنا التتر بتعنا
ممممم اممممم لقيتها..
عن طيبة الجنة الكون غني..والكل بيتعلم منا..
افكرنا حياتنا وتفنينا والعالم كلة يغنلنا..
ليلا ليلا لووو..ليللا ليلا لا ليلا ليلا لووو.. ليللا ليلا لا
سنوحي وحابي وتي تيشري سنوحي وحابي وتي تيشري
ايوة انا مشهور كدة وسط صحابي هية هية هية هية..
مع تي تيشيري وكمان حابي احلمنا بريئة وجريئة هية هية هية هية
هنحققها باي طريقة وبلدنا الحلوة نغنلها..
ليلا ليلا لوووو ليلا ليلا لا ليلا ليلا لوووو ليلا ليلا لا..
سنوحي وحابي وتي تيشيري ايوة ايوة سنوحي وحابي وتي تيشيري..
رغم شقاوتي وصغر سني هية هية هية هية..
ولاحد في يوم زعل مني هية هية هية هية..
بفرح والعب بس بذاكر هية هية هية هية..
وبحب صحابي ومدرستيي والدنيا الحلوة تغنيلنا..
ليلا ليلالووو ليلا ليلا لا ليلا ليلالووو ليلا ليلا لا..